# Elezioni legislative nei Paesi Bassi del 2023
Le elezioni legislative nei Paesi Bassi del 2023 si sono tenute il 22 novembre per il rinnovo della Tweede Kamer, la camera bassa del paese.
Esse sono state indette in anticipo rispetto alla naturale scadenza della legislatura, prevista per il 2025, a causa di una crisi formatasi nel governo in carica sul tema dell’immigrazione, cosa che ha, in seguito, portato al suo crollo e all’indizione di quest’ultime.
Le elezioni hanno visto, come anticipato anche dagli exit-poll, la vittoria relativa del Partito per la Libertà (PVV), di estrema destra, con ben 37 seggi, a discapito della coalizione di governo uscente, ed ormai consolidata da ben due elezioni, composta dai liberali del Partito Popolare per la Libertà e la Democrazia (VVD), giunti alla fine terzi con 24 seggi, e dai minori Democratici 66 (D66), progressisti, Appello Cristiano Democratico (CDA), cristiano-democratici, e da Unione Cristiana (CU), calvinisti. D’altro canto, sebbene un po’ in secondo piano, altresì rilevanti sono state la crescita della nuova formazione Sinistra Verde - Partito del Lavoro (GL/PvdA), giunta seconda con 25 seggi, della neonata formazione Nuovo Contratto Sociale (NSC), per quanto un po’ sotto le aspettative, e la ridotta crescita del Movimento Civico-Contadino (BBB), che fino a pochi mesi prima era in testa ai sondaggi.

## Sistema elettorale

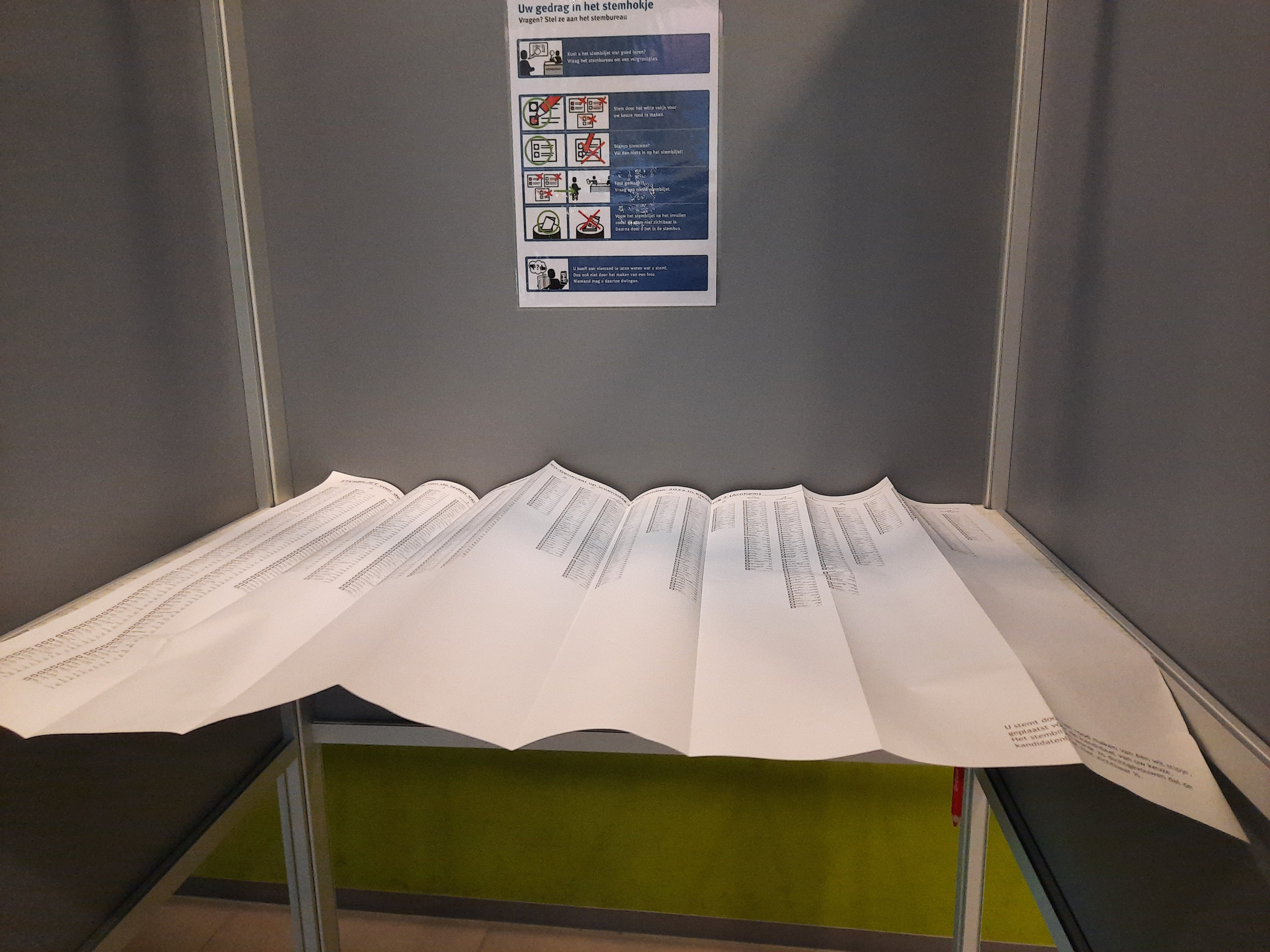
La scheda elettorale utilizzata per le elezioni, all’interno di un seggio

Il sistema elettorale neerlandese prevede che i 150 membri della Tweede Kamer, l’unica delle due camere che compongono gli Stati generali dei Paesi Bassi ad essere direttamente frutto del voto dei cittadini, siano eletti secondo un sistema proporzionale a lista aperta, con la possibilità di esprimere voti di preferenza. 
In seguito, i seggi sono ripartiti tramite il metodo D'Hondt. In più, per poter partecipare alla ripartizione, una lista deve ricevere un numero di voti pari o superiore al cosiddetto “quoziente di Hare” del Metodo del quoziente e dei più alti resti, che, essendo di un seggio, nei Paesi Bassi equivale ad una soglia di sbarramento molto bassa, pari allo 0,67%.
Secondo la procedura, i seggi ottenuti da una lista sono assegnati in primo luogo ai candidati che, nelle preferenze, abbiano ottenuto almeno il 25% del quoziente Hare (di fatto lo 0,17% del totale dei voti), indipendentemente dalla loro collocazione nella lista elettorale, poi, se più candidati di una lista superano tale soglia, il loro ordinamento è determinato in base al numero di voti ottenuti. Gli eventuali seggi rimanenti sono assegnati ai candidati in base alla loro posizione nella lista elettorale.

## Risultati
| Partito per la Libertà (PVV)                          | 2 450 855  | 23,49 | 37  |  |  |  |
| Sinistra Verde - Partito del Lavoro (GL-PvdA)         | 1 643 032  | 15,75 | 25  |  |  |  |
| Partito Popolare per la Libertà e la Democrazia (VVD) | 1 589 518  | 15,24 | 24  |  |  |  |
| Nuovo Contratto Sociale (NSC)                         | 1 343 292  | 12,88 | 20  |  |  |  |
| Democratici 66 (D66)                                  | 656 290    | 6,29  | 9   |  |  |  |
| Movimento Civico-Contadino (BBB)                      | 485 551    | 4,65  | 7   |  |  |  |
| Appello Cristiano Democratico (CDA)                   | 345 821    | 3,31  | 5   |  |  |  |
| Partito Socialista (SP)                               | 328 225    | 3,15  | 5   |  |  |  |
| DENK                                                  | 246 764    | 2,37  | 3   |  |  |  |
| Partito per gli Animali (PvdD)                        | 235 148    | 2,25  | 3   |  |  |  |
| Forum per la Democrazia (FvD)                         | 232 963    | 2,23  | 3   |  |  |  |
| Partito Politico Riformato (SGP)                      | 217 270    | 2,08  | 3   |  |  |  |
| Unione Cristiana (CU)                                 | 212 532    | 2,04  | 3   |  |  |  |
| Volt Paesi Bassi (VOLT-NL)                            | 178 802    | 1,71  | 2   |  |  |  |
| JA21                                                  | 71 345     | 0,68  | 1   |  |  |  |
| Interesse dei Paesi Bassi (BVNL)                      | 52 913     | 0,51  | –   |  |  |  |
| 50PLUS                                                | 51 043     | 0,49  | –   |  |  |  |
| BIJ1                                                  | 44 253     | 0,42  | –   |  |  |  |
| Altri <0,15%                                          | 47 075     | 0,45  | –   |  |  |  |
| Totale                                                | 10 432 662 | 100   | 150 |  |  |  |
|                                                       |            |       |     |  |  |  |
| Voti non validi                                       | 42 477     | 0,41  |     |  |  |  |
| Votanti                                               | 10 475 139 | 77,74 |     |  |  |  |
| Elettori                                              | 13 473 750 |       |     |  |  |  |

| Riepilogo dei voti (+/- elezioni 2021)          | Riepilogo dei voti (+/- elezioni 2021)          | Riepilogo dei voti (+/- elezioni 2021)          | Riepilogo dei voti (+/- elezioni 2021) | Riepilogo dei voti (+/- elezioni 2021) | Riepilogo dei voti (+/- elezioni 2021) | Riepilogo dei voti (+/- elezioni 2021) |
| ----------------------------------------------- | ----------------------------------------------- | ----------------------------------------------- | -------------------------------------- | -------------------------------------- | -------------------------------------- | -------------------------------------- |
| Partito per la Libertà                          | Partito per la Libertà                          | Partito per la Libertà                          |                                        |                                        | 23,49%                                 | ▲ 12,70                                |
| Sinistra Verde - Partito del Lavoro             | Sinistra Verde - Partito del Lavoro             | Sinistra Verde - Partito del Lavoro             |                                        |                                        | 15,75%                                 | ▲ 4,86                                 |
| Partito Popolare per la Libertà e la Democrazia | Partito Popolare per la Libertà e la Democrazia | Partito Popolare per la Libertà e la Democrazia |                                        |                                        | 15,24%                                 | ▼ 6,63                                 |
| Nuovo Contratto Sociale                         | Nuovo Contratto Sociale                         | Nuovo Contratto Sociale                         |                                        |                                        | 12,88%                                 | Nuovo                                  |
| Democratici 66                                  | Democratici 66                                  | Democratici 66                                  |                                        |                                        | 6,29%                                  | ▼ 8,85                                 |
| Movimento Civico-Contadino                      | Movimento Civico-Contadino                      | Movimento Civico-Contadino                      |                                        |                                        | 4,65%                                  | ▲ 3,65                                 |
| Appello Cristiano Democratico                   | Appello Cristiano Democratico                   | Appello Cristiano Democratico                   |                                        |                                        | 3,31%                                  | ▼ 6,13                                 |
| Partito Socialista                              | Partito Socialista                              | Partito Socialista                              |                                        |                                        | 3,15%                                  | ▼ 2,81                                 |
| DENK                                            | DENK                                            | DENK                                            |                                        |                                        | 2,37%                                  | ▲ 0,34                                 |
| Partito per gli Animali                         | Partito per gli Animali                         | Partito per gli Animali                         |                                        |                                        | 2,25%                                  | ▼ 1,65                                 |
| Forum per la Democrazia                         | Forum per la Democrazia                         | Forum per la Democrazia                         |                                        |                                        | 2,23%                                  | ▼ 2,77                                 |
| Partito Politico Riformato                      | Partito Politico Riformato                      | Partito Politico Riformato                      |                                        |                                        | 2,08%                                  | ▲ 0,01                                 |
| Unione Cristiana                                | Unione Cristiana                                | Unione Cristiana                                |                                        |                                        | 2,04%                                  | ▼ 1,31                                 |
| Volt Paesi Bassi                                | Volt Paesi Bassi                                | Volt Paesi Bassi                                |                                        |                                        | 1,71%                                  | ▼ 0,71                                 |
| JA21                                            | JA21                                            | JA21                                            |                                        |                                        | 0,68%                                  | ▼ 1,69                                 |
| Interesse dei Paesi Bassi                       | Interesse dei Paesi Bassi                       | Interesse dei Paesi Bassi                       |                                        |                                        | 0,51%                                  | Nuovo                                  |
| 50PLUS                                          | 50PLUS                                          | 50PLUS                                          |                                        |                                        | 0,49%                                  | ▼ 0,53                                 |
| BIJ1                                            | BIJ1                                            | BIJ1                                            |                                        |                                        | 0,42%                                  | ▼ 0,42                                 |
| Altri <0,15%                                    | Altri <0,15%                                    | Altri <0,15%                                    |                                        |                                        | 0,45%                                  |                                        |
| Riepilogo dei seggi (+/- elezioni 2021)         |                                                 |                                                 |                                        |                                        |                                        |                                        |
|                                                 |                                                 |                                                 |                                        |                                        |                                        |                                        |
| BIJ1                                            | 0                                               | ▼ 1                                             |                                        | SP                                     | 5                                      | ▼ 4                                    |
| PvdD                                            | 3                                               | ▼ 3                                             |                                        | GL-PvdA                                | 25                                     | ▲ 8                                    |
| DENK                                            | 3                                               | ━                                               |                                        | VOLT-NL                                | 2                                      | ▼ 1                                    |
| D66                                             | 9                                               | ▼ 15                                            |                                        | NSC                                    | 20                                     | Nuovo                                  |
| 50PLUS                                          | 0                                               | ▼ 1                                             |                                        | BBB                                    | 7                                      | ▲ 6                                    |
| CU                                              | 3                                               | ▼ 2                                             |                                        | VVD                                    | 24                                     | ▼ 10                                   |
| CDA                                             | 5                                               | ▼ 10                                            |                                        | SGP                                    | 3                                      | ━                                      |
| JA21                                            | 1                                               | ▼ 2                                             |                                        | PVV                                    | 37                                     | ▲ 20                                   |
| FvD                                             | 3                                               | ▼ 5                                             |                                        |                                        |                                        |                                        |